# المسعدین
المسعدین (به عربی: المسعدین) یک منطقهٔ مسکونی در تونس است که در استان سوسه واقع شده‌است. المسعدین ۱۲٬۹۱۶ نفر جمعیت دارد.